# Ruisseau d'Amarou
Le ruisseau d'Amarou est un ruisseau du sud-ouest de la France, sous-affluent de la Garonne par le Lot.

## Géographie
Le ruisseau d'Amarou nait à 787 mètres d'altitude de la confluence de deux ruisseaux, dans le département de l'Aveyron, sur la commune de Montpeyroux, environ 400 mètres au sud-est du lieu-dit Amarou. Au bout de quatre kilomètres, il entre dans des gorges de plus en plus marquées, pouvant aller jusqu'à 200 mètres de profondeur. Au passage, il est franchi par la route départementale (RD) 97.
Au sortir de ces gorges, il se jette à 307 mètres d'altitude dans le Lot, en limites des communes de Florentin-la-Capelle et Le Nayrac, 300 mètres au sud du lieu-dit Leth, juste après être passé sous la RD 920.
Il est long de douze kilomètres.

## Département et Communes et département traversées
Dans le seul département de l'Aveyron, le ruisseau d'Amarou baigne trois communes Florentin-la-Capelle, Le Nayrac, Montpeyroux.

## Affluents
Parmi les neuf affluents que le SANDRE répertorie pour le ruisseau d'Amarou, seuls deux portent un nom : le ruisseau des Gisques, long de 1,8 km et le ruisseau d'Encueille, long de 3,2 km. Aucun affluent n'ayant lui-même d'affluent, le nombre de Strahler du ruisseau d'Amarou est de deux.